# Arthur Vanderstuyft

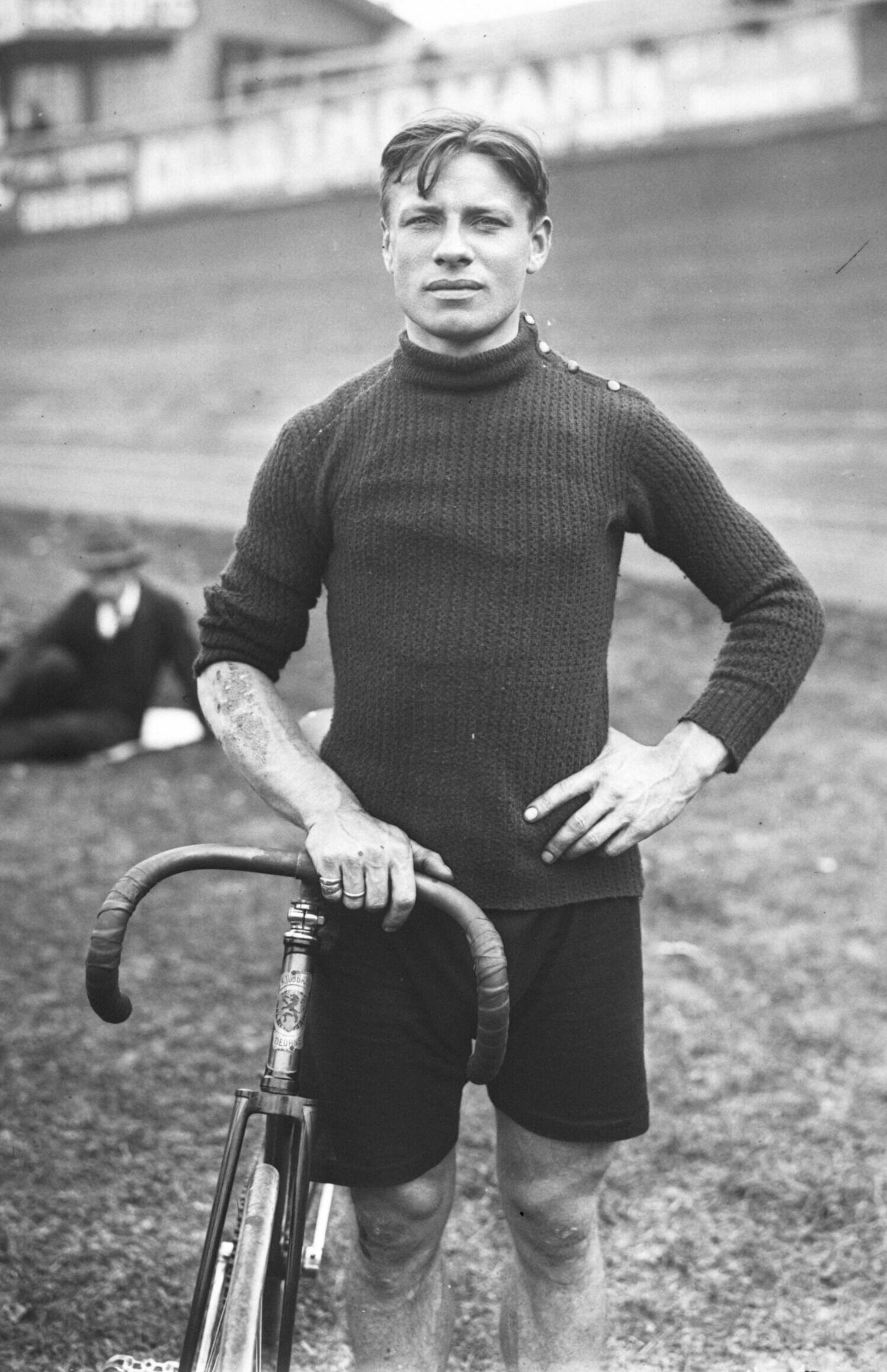
Arthur Vanderstuyft, 1913

Arthur Vanderstuyft (* 23. Dezember 1883 in Essen; † 6. Mai 1956 in Borgerhout, Antwerpen) war ein belgischer Radrennfahrer.
Arthur Vanderstuyft entstammte einer Radsport-Familie. Schon sein Vater Fritz war 1899 Dritter der Belgischen Straßenmeisterschaften und hatte an den Rennen Bordeaux–Paris und Paris–Roubaix teilgenommen; Arthurs sieben Jahre jüngerer Bruder Léon wurde als Steher Weltmeister. Dieser ganz große Erfolg blieb Arthur Vanderstuyft, der ein vielseitigerer Fahrer als sein Bruder war, allerdings versagt.
1901 wurde Arthur Vanderstuyft Dritter der belgischen Straßen-Meisterschaften, 1903 errang er den Titel auf der Straße. 1904 und 1912 holte er den belgischen Meistertitel im Steherrennen der Profis. Zweimal, 1904 in London und 1908 in Leipzig-Lindenau wurde er jeweils Dritter bei Weltmeisterschaften der Steher, 1906 errang er in Genf den Titel des Vize-Weltmeisters. 1907 wurde er Dritter bei den Europameisterschaften im Steherrennen. 1908 gewann er den Großen Preis der Stadt Leipzig im Steherrennen.
Arthur Vanderstuyft, genannt "Ijzeren Tuur" ("Eiserner Tuur (Kurzform für Arthur)")  startete auch bei zehn Sechstagerennen. 1904 belegte er in New York mit John Stol und 1912 in Brüssel mit Cyrille Van Hauwaert jeweils Platz 2.
Während des Ersten Weltkriegs machte sich Vanderstuyft in Belgien unbeliebt, weil er weiterhin Rennen in Deutschland fuhr. 1923 musste er den Radsport aufgeben, nachdem er sich die Kniescheibe gebrochen hatte, weil ein Hund während des Trainings auf die Radrennbahn gelaufen war. Sein Schrittmacher wurde bei diesem Unfall schwer verletzt. Als Schrittmacher konnte er nicht Fuß fassen, deshalb wurde Arthur Vanderstuyft Vertreter für Stoffe als Angestellter seines Schwagers.
Anlässlich seines 50-jährigen Rennfahrer-Jubiläums wurde für Vanderstuyft (1955 oder 1956) eine Feier im Antwerpener Sportpaleis veranstaltet. Auch sein Sohn Freddy war als Jugend-Rennfahrer in einer Vereinsmannschaft unter Fred De Bruyne aktiv.